# Villani (cognome)
Villani è un cognome di lingua italiana.

## Varianti
Villan, Villano.

## Origine e diffusione
Il cognome è presente in tutta Italia.
Potrebbe derivare dal vocabolo villano, ossia contadino, o da villa; questa seconda ipotesi lo accomunerebbe al cognome Villa.
In Italia conta circa 4611 presenze.
La variante Villan è tipicamente veneta, soprattutto padovana e veneziana; Villano è meridionale, con presenze significative in Campania, nel basso Lazio, nel potentino, nel cosentino, nel palermitano e nel catanese.

## Persone
- Carmen Villani (1944) – cantante, attrice e showgirl italiana
- Peppino Villani (1877-1942) – attore teatrale italiano
- Gennaro Villani (1885-1948) – pittore italiano